# Aeroportul Municipal Sidney-Richland
Aeroportul Municipal Sidney-Richland (IATA: SDY, ICAO: KSDY, FAA LID: SDY) este un aeroport din Montana, Statele Unite ale Americii ce deservește zona Sidney⁠(d). Aeroportul a fost tranzitat în 2019 de 20.404 pasageri. A fost numit după zona deservită.
Situat la o altitudine de 605 m, aeroportul dispune de 2 piste.

## Infrastructură

### Piste
Aeroportul dispune de 2 piste. Pista 01/19 are suprafața de asfalt și dimensiunile 5.705 picioare × 100 picioare. Pista 11/29 are suprafața de asfalt și dimensiunile 4.024 picioare × 100 picioare. 